# 李士伟 (1964年)
李士伟（1964年10月—），辽宁沈阳人，满族，中国共产党党员。中华人民共和国政治人物、第十三届全国人民代表大会辽宁省代表。

## 生平
2018年1月任铁岭市人民政府市长；2019年4月至2021年6月，任中共铁岭市委书记；
2018年，李士伟被选为辽宁省出席第十三届全国人民代表大会代表。
2023年7月，李士伟因为涉嫌严重违法违纪，接受辽宁省纪委监委纪律审查和监察调查。